# Лорио, Луи-Адам
Луи-Адам Лорио (фр. Louis-Adam Loriot; ок. 1700, Париж — 1767) — архитектор французского академического неоклассицизма, старший брат механика и изобретателя Антуана-Жозефа Лорио (1716—1782).

## Биография
Он был учеником Пьера Кайто (Pierre Cailleteau, 1655—1724), известного как Лассюранс. Свою деятельность проектировщика начал в 1716 году в архитектурном ателье Робера де Кота. После смерти Пьера Кайто в 1724 году на строительной площадке Бурбонского дворца его заменили Жак V Габриэль и Жан Обер. В последующие годы Лорио работал с Габриэлем над его проектами в Лорьяне, Ренне, Бордо.
В октябре 1728 года Луи-Адам Лорио женился на Жанне Ривьер. В 1735 году стал членом Королевской академии архитектуры. Он был назначен инспектором построек Версаля. В 1738 году руководил созданием портала собора Сент-Круа в Орлеане.
В 1748 году Лорио после смерти Дени Жоссене занял должность профессора Академии архитектуры. В 1762 году подал в отставку по состоянию здоровья. Его учеником был архитектор Виктор Луи.